# Müllheizkraftwerk Kempten
Das Müllheizkraftwerk Kempten besteht aus zwei Verbrennungsanlagen mit Kraft-Wärme-Kopplung im Gewerbegebiet Ursulasried der Stadt Kempten. Die komplette Müllverarbeitungsanlage besteht aus zwei Anlagen, einem Holz- und einem Müllheizkraftwerk. Eigentümer und Betreiber ist der Zweckverband für Abfallwirtschaft (ZAK). Das Heizkraftwerk mit Fernwärmenetz versorgt das Stadtzentrum mit Wärme. Der Energieverbund versorgt nach eigenen Angaben 18.000 Haushalte mit elektrischer Energie und 8.600 Haushalte mit Wärme.

## Müllheizkraftwerk (MHKW)
Die Müllverbrennungsanlage wurde in der Zeit von 1974 bis 1976 errichtet. Sie bestand damals aus zwei Öfen und konnte 4–5 Tonnen Müll je Stunde verbrennen. Eine Erweiterung erfolgte in den Jahren 1980 bis 1983. Die gesamte Anlage wurde 1994 bis 1996 für knapp 85 Millionen Euro umfassend modernisiert. Dabei wurden Filter, Turbinen und weitere technische Komponenten ausgetauscht. Verwertet wird Haus-, Sperr- und Gewerbemüll aus dem Landkreis Lindau, dem Oberallgäu, der Stadt Kempten und derzeit auch Teile des Mülls aus den Landkreisen Ravensburg und Ostallgäu. Der Einzugsbereich hat etwa 257.000 Einwohner. Der Bunker für die Mülllagerung hat eine Kapazität von 1.500 Tonnen. Der Elektrogenerator wandelt die Energie in 7,2 Megawatt elektrische Leistung um, die bei 8000 h pro Jahr 57,6 Mio. kWh Energie ergibt (Strom für rund 16.000 Vier-Personen-Haushalte). Die Abwärme wird, wie beim Holzheizkraftwerk, im Fernwärmenetz verwertet. Pro Jahr werden ungefähr 10.000 bis 15.000 Tonnen an Schlacke als Reststoff ausgegeben. Dieser Reststoff wird auf der Ravensburger Deponie endgelagert. Die gesetzlichen Abgasnormen nach der 17. Bundesimmissionsschutzverordnung werden im Schnitt zu 97 % unterschritten.

## Holzheizkraftwerk (HHKW)
Das Holzheizkraftwerk wird jährlich mit rd. 37.000 t Holzresten aus der Forstwirtschaft und Industrie versorgt. Das Altholz wird auf 6000 m² gelagert, das Freilager hat einen Anteil von 5000 m² und eine Kapazität von 10.000 m³. Der Müllbunker hat eine Fläche von 1000 m² und ein Volumen von 2400 m³. Der Ofen hat einen Durchsatz von 7 t/h, ist 8 Meter hoch, besitzt ein Raumvolumen von 120 m³ und eine Verbrennungstemperatur von 850 bis 1100 °C. Der Dampf hat eine Temperatur von 380 °C und einen Druck von 25 bar. Die Turbine hat eine Drehzahl von 12.500/min und leistet 2.600 kW. Der 60 Meter hohe Kamin gibt 140 °C heiße Abluft ab. Von einer Tonne Holz verbleiben nach dem Ausbrand rund 10 kg Asche. In Betrieb genommen wurde die Anlage im Jahr 1998. 2020 wurden in dem Biomasse-Kraftwerk rd. 5.200 MWh Strom erzeugt.

## Fernwärme

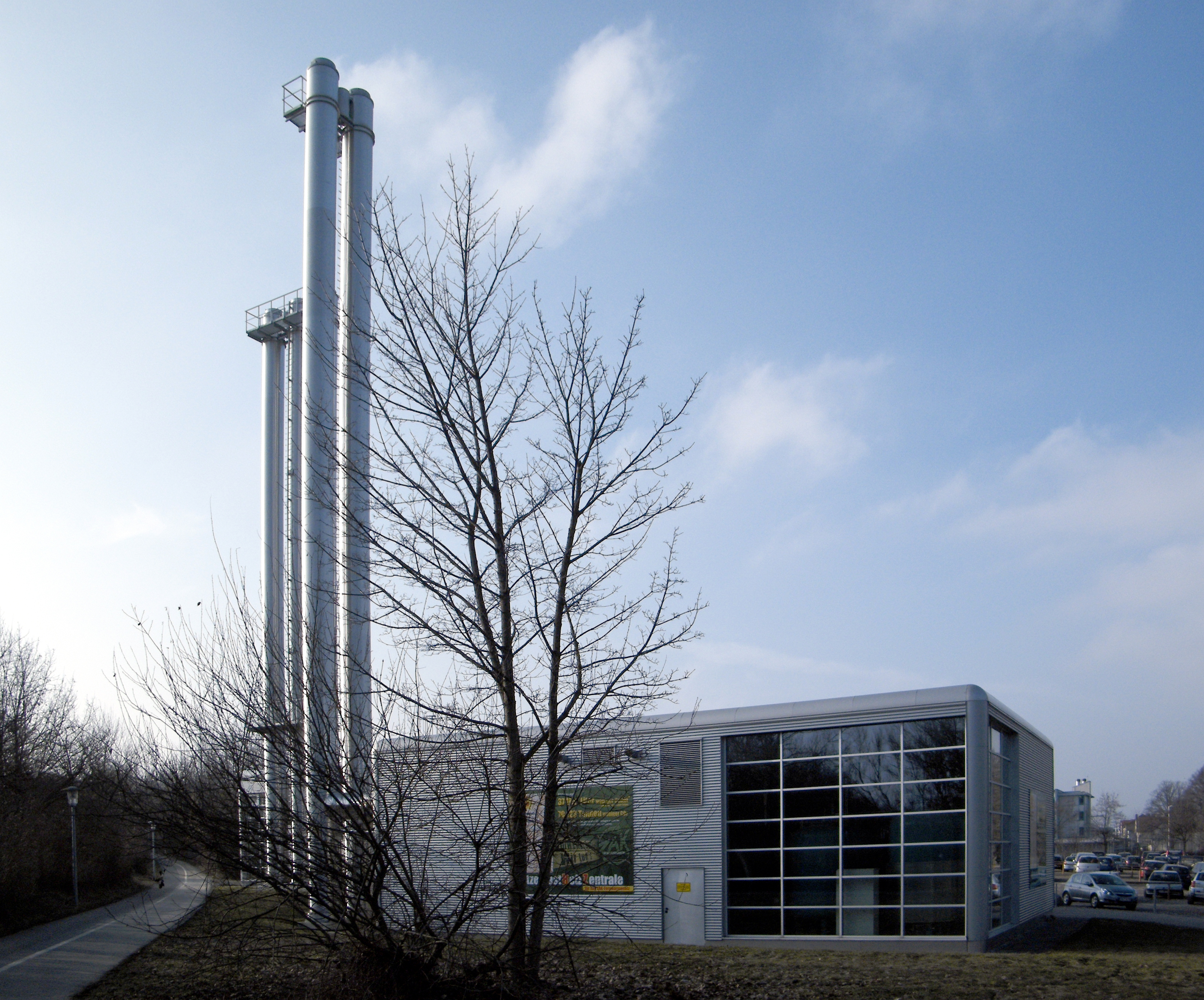
Blockheizwerk in Nähe der Oberen Illerbrücken

Das Leitungsnetz erstreckt sich Stand 2024 über 48 km (2011: 36 km) unterhalb der Stadt und leitet Wärme vom Industrie- und Gewerbegebiet bis in das Stadtzentrum von Kempten. Versorgt werden hauptsächlich öffentliche Gebäude wie die Fachhochschule Kempten oder das Berufsschulzentrum Kempten, aber auch private Wohnhäuser. Laut Betreiber werden im Vergleich zur Heizung mit Heizöl oder Erdgas jährlich 70.000 Tonnen (2011: 29.000 Tonnen) Kohlenstoffdioxid eingespart. Falls die thermische Energie der Müllverbrennungsanlagen nicht ausreicht, vor allem im Winter, wird die „Spitzenlast-Heizzentrale“, ein Blockheizwerk, zugeschaltet. Diese verfeuert Heizöl und hat eine Wärmeleistung von 45 Megawatt. Durchschnittlich kommt diese Anlage 1.800 Stunden im Jahr zum Einsatz, und verbraucht ungefähr 1 Mio. Liter Heizöl oder m³ Erdgas dabei.